# مات إليس (مغني)
مات إليس (بالإنجليزية: Matt Ellis)‏ هو مغني وكاتب أغاني أسترالي، ولد في 28 ديسمبر 1973.

## وصلات خارجية
- مات إليس على موقع ميوزك برينز (الإنجليزية)
- مات إليس على موقع ديسكوغز (الإنجليزية)
- مات إليس على موقع ديسكوغز (الإنجليزية)